# Cihad Ateş
Cihad Ateş (* 1. Januar 1998 in Turgutlu) ist ein türkischer Fußballspieler.

## Karriere
Ateş kam in Turgutlu auf die Welt und begann hier in der Jugend Turgutluspors mit dem Vereinsfußball. Im November 2014 erhielt er bei diesem Verein einen Profivertrag, spielte aber weiterhin überwiegend für die Nachwuchs- bzw. Reservemannschaften. Neben diesen Beschäftigungen wurde er aber auch am Training der Profimannschaft beteiligt und gab schließlich am 21. Dezember 2014 in der Drittligabegegnung gegen Tokatspor sein Ligadebüt. Bei Turgutluspor spielte er bis zum Sommer 2016 und verließ diesen nach dem Abstieg in den türkischen Amateurfußballbereich.
Nachdem er die Hinrunde der Saison 2016/17 vereinslos geblieben war, wurde er in der Wintertransferperiode 2016/17 vom Zweitligisten Altınordu Izmir verpflichtet. Für die Saison 2017/18 wurde er an den Viertligisten Pazarspor ausgeliehen.